# Каменка (Горшеченский район)
Каменка — деревня в Горшеченском районе Курской области России. Входит в состав Знаменского сельсовета.

## География
Деревня находится в восточной части Курской области, в лесостепной зоне, в пределах юго-западной части Среднерусской возвышенности, на правом берегу реки Апочки, на расстоянии примерно 18 километров (по прямой) к юго-западу от посёлка городского типа Горшечное, административного центра района. Абсолютная высота — 151 метр над уровнем моря.
Часовой пояс
Деревня Каменка, как и вся Курская область, находится в часовой зоне МСК (московское время). Смещение применяемого времени относительно UTC составляет +3:00.

## Население
| 2002 | 2010 |
| ---- | ---- |
| 34   | ↘19  |

Гендерный состав
По данным Всероссийской переписи населения 2010 года в гендерной структуре населения мужчины составляли 47,4 %, женщины — соответственно 53,6 %.
Национальный состав
Согласно результатам переписи 2002 года, в национальной структуре населения русские составляли 100 % из 34 чел.

## Улицы
Уличная сеть деревни состоит из одной улицы (ул. Кольцевая) и одного переулка (Советский пер.).

## Близлежащие населенные пункты
- село Знаменка, Знаменский сельсовет, Горшеченский район, Курская область